# Das Schönheitsfleckchen
Das Schönheitsfleckchen ist ein kurzer deutscher Spielfilm von Rolf Hansen und Carl Froelich, der die künstlerische Oberleitung und Produktion innehatte. Dem knapp halbstündigen Film aus dem Jahre 1936 mit Lil Dagover in der Hauptrolle kommt eine große filmhistorische Bedeutung angesichts der Tatsache zu, dass er als die erste deutsche Spielfilmproduktion in Farbe in die Annalen ging. Drei Jahre später entstand mit Frauen sind doch bessere Diplomaten der erste farbige deutsche Langspielfilm.

## Handlung
Über den Inhalt ist nur wenig bekannt. Versailles im 18. Jahrhundert. Im Mittelpunkt der Handlung stehen Intrigenspiele am Hofe des französischen Königs Ludwig XV. und die amourösen Abenteuer zwischen der Geliebten des Königs, Madame de Pompadour, und einem jungen Leutnant seiner Majestät, der sich aber wiederum einer hübschen Hofdame zugetan fühlt.

## Produktionsnotizen
Das Schönheitsfleckchen entstand im Februar und März 1936 in den Froelich-Filmstudios in Berlin-Tempelhof. Der 799 Meter lange Kurzfilm passierte am 2. Juli 1936 die Filmzensur und wurde am 4. August 1936 im Ufa-Pavillon am Nollendorfplatz uraufgeführt.
Die Filmbauten entwarf Franz Schroedter. Hans Grimm zeichnete für den Ton verantwortlich. Wolfgang Zeller übernahm die musikalische Bearbeitung.
Der Film erhielt das staatliche Prädikat „künstlerisch wertvoll“.

## Wissenswertes zum Farbsystem
Der in von der Firma Siemens entwickelten Opticolor-Farbgebung hergestellte Streifen wurde im sogenannten Linsenrasterverfahren gedreht: Dabei befinden sich in oder vor dem Kameraobjektiv Farbfilter mit je einem blauen, grünen und roten Farbstreifen. In den Schichtträger des Films sind linsenförmige Strukturen eingeprägt, durch die die Bilder in Form nebeneinander liegender, linienförmiger, abwechselnd blauer, grüner und roter Streifen (Farbauszüge) abgebildet werden. Dadurch entsteht eine Art optisches Linienraster. Bei der Projektion des Films fällt das Licht so nur durch die hellen Streifen der Schicht und wird durch die eingeprägten „Linsen“ auf das jeweils zugehörige Streifensegment umgelenkt und so eingefärbt. Da sich das Verfahren jedoch als zu teuer erwies, wurde es aufgegeben.
Andernorts ist Folgendes zu lesen: „Die Uraufführung des ersten und einzigen öffentlich gezeigten Kurzspielfilms Das Schönheitsfleckchen (R: Rolf Hansen) war Auftakt einer staatlich geförderten Farbfilmpropaganda, die Opticolor als deutsche Antwort auf das US-amerikanische Technicolor-Verfahren verstanden wissen wollte. Tatsächlich konnte sich das Verfahren wirtschaftlich nicht durchsetzen, da ihm die Unterstützung der Filmproduzenten und der Kinobetreiber versagt blieb.“

## Rezeption
Die Filmkritik befasste sich kaum mit dem Inhalt oder der dramaturgischen wie inszenatorischen Gestaltung dieser Inszenierung, dafür aber umso intensiver mit dem Farbaspekt. In Deutsche Tonfilme, Jahrgang 1936, heißt es dazu: „Die mit dem Berthon-Siemens-Verfahren erreichte Farbgüte des Films war verhältnismäßig hoch. Trotzdem blieb dem Verfahren in der Folgezeit ein endgültiger Erfolg versagt, da die Bildhelligkeit bei der Projektion zu gering war.“